# Традиция
Тради́ция (от лат. trāditiō «предание», обычай) — сложившаяся анонимно, в результате накопленного опыта, система норм, представлений, правил и образцов, которой руководствуется в своём поведении довольно обширная и стабильная группа людей. Традиции передаются из поколения в поколение и выступают одним из регуляторов общественных отношений.

## Происхождение термина
Понятие «традиция» восходит к лат. trāditiō, к глаголу trādō, означающему «передавать». Первоначально это слово использовалось в буквальном значении, обозначая материальное действие: так, древние римляне применяли его, когда речь шла о необходимости вручить кому-то некий предмет и даже отдать свою дочь замуж. Но передаваемый предмет может быть нематериальным. Это, например, может быть определённое умение или навык: такое действие в фигуральном смысле также является traditio. Таким образом, границы семантического спектра понятия традиции жестко указывают на основное качественное отличие всего того, что можно подвести под это понятие: традиция — это прежде всего то, что не создано индивидом или не является продуктом его собственного творческого воображения, короче, то, что ему не принадлежит, будучи переданным кем-то извне, обычай.
Это основное отличие часто отходит в сознании на задний план, уступая место другому, тоже значимому, но производному. Для обыденного сознания эпохи модерна слово «традиция» ассоциируется в первую очередь с тем, что связано с прошлым, утратило новизну и в силу этого противостоит развитию и обновлению, что само по себе неизменно, символизирует стабильность вплоть до застоя, избавляет от необходимости осмысливать ситуацию и принимать решение.
По мнению Энтони Гидденса и других, современное значение традиции развивалось в эпоху Просвещения, в противовес современности и прогрессу. Традиция может также относиться к древним верованиям или обычаям с утраченным или загадочным происхождением, существующим с незапамятных времён. Первоначально традиции передавались устно, без необходимости в письменном сохранении. Процессу запоминания помогали поэтические приёмы, такие как рифма и аллитерация. Сохранённые таким образом истории также упоминаются как традиция или как часть устной традиции. Однако предполагается, что даже такие традиции возникли (были «изобретены» людьми) в какой-то момент времени. Традиции часто считаются древними, неизменными и очень важными, хотя иногда они могут быть гораздо менее «естественными», чем предполагается. Предполагается, что для того, чтобы рассматривать какую либо практику как традиционную, необходима передача этой традиции не менее чем через два поколения. Некоторые традиции были специально изобретены по той или иной причине, часто для того, чтобы подчеркнуть или усилить важность определённого института. Традиции также могут быть адаптированы к потребностям сегодняшнего дня, а изменения могут стать частью древней традиции. Традиция меняется медленно, с изменениями от одного поколения к другому, и могут рассматриваться как существенные. Таким образом, те, кто придерживается традиций, не будут сознательно осознавать изменения, и даже если традиция претерпевает серьёзные изменения на протяжении многих поколений, она будет рассматриваться как неизменная.

## Традиции в европейской культуре
Вплоть до Нового времени латинское понятие «традиция» (trāditiō) ассоциировалось только с тем, что связано с прошлым культуры, утратило новизну и символизирует некий застой. Понимание традиции в рамках европейской культуры, начиная с Нового времени отмеченное этим сдвигом, в целом базируется на историческом подходе. Динамический характер такого понимания, позволяющий увидеть и оценить роль и значение традиции в свете происходящих социальных изменений, проявляется, однако, и в возникновении общей тенденции к инфляции понятия. Если изначальное значение понятия «традиция» включало в себя аспект особого уважения к переданному как к дару и, соответственно, к самому процессу передачи, то в дальнейшем этот аспект в светской культуре постепенно утрачивается. Уже в поздней античности развитие понятия традиции в центральную категорию христианской теологии привело, с одной стороны, к его нормативному расширению, а с другой — к возникновению концептуальных затруднений в связи с конституированием противопоставления традиции и ratio.
В дальнейшем становление светского мировоззрения и сопряженный с ним рост авторитета индивидуального критического разума стимулировали углубление этого противостояния. Критическое отношение к традиции как таковой и прежде всего к церкви как её опорному социальному институту достигло апогея в эпоху Просвещения; понятие «традиции» тогда являлось синонимом слова «отсталость». В это время и формируется собственно историческое понимание традиции как ограниченного временными рамками и изменчивого феномена.

### Эпоха Просвещения
В эпоху Просвещения понятие традиции находилось в центре дискуссий, связанных с проблемой социально-политической эмансипации третьего сословия. Поскольку последняя понималась и рассматривалась как освобождение человека вообще, как эмансипация индивидуального разума и преодоление принуждающей силы традиции, понятие традиции стало элементом социально-антропологического дискурса. При этом интерпретации его были самыми разнообразными, от требования критического переосмысления границ признания традиции до полного отрицания всякой традиционности как главного препятствия на пути личности к своей аутентичной самости. Как считали впоследствии авторы-традиционалисты, в частности, Ж. де Местр, именно ожесточённое неприятие традиции мыслителями Просвещения послужило идеологическим обоснованием Французской революции.

### XIX век
Реакцией на тотальное отвержение традиции Просвещением стало восторженно-апологетическое отношение к ней консервативного романтизма. Тем самым к началу XIX века в европейской культуре сложилось амбивалентное отношение к традиции, включавшее и понимание её универсальной исторической роли, нашедшее отражение в оценке И. Г. Гердера, считавшего традицию главной движущей силой истории и в то же время называвшего её «духовным опиумом», усыпляющим индивидуальную инициативу и критическое мышление. Однако в ходе дальнейшего развития ментальности модерна отношение к традиции в целом неуклонно становится все более и более негативным, что усугубляется успехами научного познания и технико-технологическими достижениями, ориентирующими на новацию как противоположность традиции.
Это можно проследить на философских системах и макросоциологических теориях первой половины XIX века (Г. В. Ф. Гегель, О. Конт, К. Маркс). Если у Гегеля традиция занимает важное место в процессе всемирно-исторической объективации духа, то в концепции Маркса она трактуется как выражение классовых и групповых интересов, как составляющая идеологии, а сквозь призму тотальной критики религии и церкви — как орудие манипулирования массовым сознанием. Негативные коннотации понятия традиции заметны и у Ф. Ницше, для которого последняя есть квинтэссенция обывательской косности, мешающая становлению сверхчеловека и подлежащая отрицанию.

### XX век
«Фундаментальная политизация» социальной жизни, по выражению К. Мангейма, составляющая основную характеристику первой половины XX века, проявилась, в частности, и в том, что почти все многочисленные возникшие в этот период политические направления и массовые движения, базируясь на критическом отрицании наличных социальных традиций, обнаружили, тем не менее, стремление измыслить и увековечить новые, собственные традиции. На эту общую для них черту указывал Э. Хобсбаум, видевший в этом стремлении потребность подвести историческое обоснование под свои взгляды. Сам по себе этот факт, впрочем, только неопровержимо свидетельствует об атрибутивном характере традиции для социальной реальности.
Осмысление этой идеи в современном социально-философском дискурсе повлекло за собой конституирование ряда различающихся концептуальных подходов к пониманию сущности и социальной значимости традиции.

## Понятие традиции в интегральном традиционализме
Термин «традиция» (зачастую с большой буквы) является центральным в интегральном традиционализме.
В нём понятие традиции относится исключительно к цепи эзотерических знаний и практик, обладающих онтологическим статусом канала восхождения, и к совокупности основанных на сакральном опыте форм культуры и социальной организации.
«У традиции нет ничего общего ни с местным колоритом, ни с народными обычаями, ни с причудливыми действиями местных жителей, которые собирают изучающие фольклор студенты. Это понятие связано с истоками: традиция — это передача комплекса укоренённых способов облегчения нашего понимания сущностных принципов универсального (вселенского) порядка, так как без посторонней помощи человеку не дано понять смысл своего существования», — писал лидер новых правых Ален де Бенуа.

## Проблематика
Концептуальные подходы к пониманию сущности и социальной значимости традиции можно сгруппировать соответственно их общей направленности. В группу подходов, которую можно условно обозначить как модернизм и прогрессизм, входят концепции традиции как отмеченной негативным знаком «диалектической пары» новации. В парадигме прогрессизма традиция — это то, что в конечном счете отступает под натиском нового, это обреченное и исторически относительное. Такое понимание просматривается у многих, совершенно разных авторов. По мнению, к примеру, Ханны Арендт, традиционность как характеристика социума полностью исчерпывает себя в эпоху модерна, поскольку логика индустриального развития требует замены традиции как социального ориентира ориентацией на общечеловеческую рациональность. Наиболее отчетливо эта идея была сформулирована Максом Вебером, впервые на концептуальном уровне противопоставившим традиционный и рациональный способы социальной организации. Традиция и рациональность в универсуме прогрессизма составляют два полюса, между которыми существует напряженность, определяющая направленность социальной динамики.
Традиционное общество понимается как тип социальной организации, радикально отличной от общества современного, характеризуемый замедленностью изменений, если не полным их отсутствием. Вторая его черта заключается в том, что оно предъявляет к своим членам совершенно иные требования, и главное из них — полностью подчинять личную интеллектуальную и социальную инициативу авторитету традиции.
Отсюда вытекает признание тесной связи между традицией и стереотипом. По сути, если ограничить рассмотрение поведенческим ракурсом, очевидно, что следование традиции предполагает стереотипизацию социального и индивидуального поведения, жесткое доминирование стереотипа над индивидуальным волеизъявлением, личностными особенностями и устремлениями. Социальный стереотип составляет механизм реализации традиции. На это обращает внимание известный отечественный исследователь Э. С. Маркарян, определяя традицию следующим образом: «Культурная традиция — это выраженный в социально организованных стереотипах групповой опыт, который путём пространственно-временной трансмиссии аккумулируется и воспроизводится в различных человеческих коллективах».
Основной проблемой, связанной с традицией, в таком случае становится проблема соотношения стереотипизированного опыта и возникающих инноваций, а также проблема природы самих инноваций. Согласно Э. С. Маркаряну, «динамика культурной традиции — это постоянный процесс преодоления одних видов социально организованных стереотипов и образования новых», а инновации появляются в процессе органической перекомбинации элементов традиции. В таком понимании, как отмечает С. П. Иваненков, нивелируется качественная разница между традиционным и инновативным моментами социальности. Для более глубокого проникновения в проблему необходимо, считает он, «найти категориальное основание определения, в котором традиция будет положена как иное для инновации и обратно». Таким основанием, по его мнению, может быть только отношение двух реалий — традиционной и инновационной — ко времени как атрибутивному параметру социального бытия.
В настоящее время всё большую актуальность приобретает сохранение традиций в народном искусстве. Профессиональное образование в области традиционного декоративно-прикладного искусства с 1928 года ведётся в Московской школе художественных ремёсел.
Широкое исследование данной темы проводит Международный Фонд Аполлон — Союз, США.
Обычаи и традиции обладают общими чертами. И те, и другие содержат элементы социального и культурного наследия, обладают признаками устойчивости, опираются на поддержку общественного мнения, на психологические факторы, в частности, на чувство связи человека с окружающими людьми, стремление следовать распространенному примеру. В то же время традиции по сравнению с обычаями представляют собой более широкие образования, они в меньшей степени связаны с чувствами, эмоциями людей. Отличает эти социальные регуляторы и то, что обычаи складываются на протяжении нескольких поколений, а традиции — в более короткое время. В числе новых формирующихся традиций можно назвать спонсорство, то есть финансирование, поддержку какого-либо мероприятия со стороны состоятельных лиц или организаций.

## Апелляция к традиции в логике
Апелляция к традиции (лат. argūmentum ad antīquitātem — «апелляция к распространённости») — распространённый вид ошибочной логической аргументации, суть которого состоит в том, что нечто полагается верным (или лучшим) ввиду своей традиционности.